# Alexis Georgoulis
Alexis Georgoulis (in greco: Αλέξης Γεωργούλης; Larissa, 6 ottobre 1974) è un attore, regista e politico greco.
Diventò particolarmente popolare in Grecia, dopo la sua partecipazione nel 2001 nella serie televisiva Eisai to tairi mou. La sua partecipazione nella commedia romantica Le mie grosse grasse vacanze greche, con protagonista Nia Vardalos, lo rese un volto noto. Una collaborazione proseguita poi nel 2023 con Il mio grosso grasso matrimonio greco 3, terzo capitolo della famosa trilogia cinematografica.
In occasione delle elezioni europee del 2019, è stato eletto membro del Parlamento europeo per il partito Syriza.